# Dactylopisthes mirificus
Dactylopisthes mirificus is een spinnensoort in de taxonomische indeling van de hangmatspinnen (Linyphiidae).
Het dier behoort tot het geslacht Dactylopisthes. De wetenschappelijke naam van de soort werd voor het eerst geldig gepubliceerd in 1976 door Georgescu.